# Zincaluminita
La zincaluminita és un mineral de la classe dels sulfats, que pertany al grup de la glaucocerinita. Anomenada així en al·lusió a la seva semblança amb l'aluminita i el seu contingut de zinc i alum (sulfat d'alumini). Es tracta d'un mineral qüestionable, ja que la seva cristal·lografia és desconeguda i el patró de raigs X encara s'ha de determinar. En una reevaluació de la nomenclatura del supergrup de l'hidrotalcita es va determinar que l'espècie havia de ser investigada més detalladament.

## Classificació
Segons la classificació de Nickel-Strunz, la zincaluminita pertany a «07.D - Sulfats (selenats, etc.) amb anions addicionals, amb H₂O, amb cations de mida mitjana només; plans d'octaedres que comparteixen vores» juntament amb els següents minerals: felsőbanyaïta, langita, posnjakita, wroewolfeïta, spangolita, ktenasita, christelita, campigliaïta, devil·lina, ortoserpierita, serpierita, niedermayrita, edwardsita, carrboydita, glaucocerinita, honessita, hidrohonessita, motukoreaïta, mountkeithita, wermlandita, woodwardita, shigaïta, hidrowoodwardita, zincowoodwardita, natroglaucocerinita, nikischerita, lawsonbauerita, torreyita, mooreïta, namuwita, bechererita, ramsbeckita, vonbezingita, redgillita, calcoalumita, nickelalumita, kyrgyzstanita, guarinoïta, schulenbergita, theresemagnanita, UM1992-30-SO:CCuHZn i montetrisaïta.

## Característiques
La zincaluminita és un sulfat de fórmula química Zn₆Al₆(SO₄)₂(OH)16·5H₂O. La seva duresa a l'escala de Mohs és 2,5 a 3. Forma plaquetes hexagonals primes i crostes.

## Formació i jaciments
A la seva localitat tipus s'ha trobat associada a smithsonita i a serpierita; en altres contextos també ha estat trobada amb adamita, atzurita, rosasita i auricalcita. S'ha descrit a Alemanya, Grècia i els EUA.